# USL Second Division
Die United Soccer Leagues Second Division (oft kurz als USL-2 bezeichnet) war eine professionelle Fußballliga in Nordamerika. Sie gehörte zu den Ligen der United Soccer Leagues (USL). In den Vereinigten Staaten bildete die Second Division die dritte Liga nach der Major League Soccer (1. Liga) und der USL First Division (2. Liga) und vor der USL Premier Development League (4. Liga).
2011 sind die USL First Division und die USL Second Division zur USL Professional Division zusammengefasst worden und bilden die dritte Liga im US-amerikanischen Ligasystem.

## Geschichte
1995 änderte die United States Interregional Soccer League, die damalige zweite Liga in den Vereinigten Staaten, ihren Namen in United States International Soccer League. Diese splitette sich auf in zwei Ligen, eine professionelle und eine Amateurliga. Die professionelle Liga, USISL Pro League, wurde von der FIFA als offizielle dritte Liga des Landes sanktioniert. Die Amateurliga, Premier League, wurde als vierte Liga benannt. Daraus ging später die USL Premier Development League hervor. Die ersten Sieger der USISL Pro League waren die Long Island Rough Riders, welche Minnesota Thunder mit 2:1 im Play-off-Finale besiegten.
1996 errichtete die USISL die USISL Select League, in der die stärkeren USISL Pro League Mannschaften zusammengefasst wurden. Die Liga bekam den Status als zweite Liga im US-amerikanischen Ligensystem, parallel zur bereits existierenden A-League, hinter der ebenfalls 1996 errichteten Major League Soccer.
1997 änderte sich der Name in USISL D-3 Pro League, um sich besser von der USISL Select League absetzen zu können.
2003 erfolgte die Umbenennung in USL Pro Soccer League und 2005 in den heutigen Namen USL Second Division.

## Aktuelle Vereine
| Verein                    | Gegründet | Farben             | Stadion                              | Ort                         |
| ------------------------- | --------- | ------------------ | ------------------------------------ | --------------------------- |
| Bermuda Hogges            | 2006      | Grün, Rot          | Bermuda National Stadium             | Hamilton (Bermuda)          |
| Charlotte Eagles          | 1993      | Orange, Blau, Weiß | Waddell Stadium                      | Charlotte (North Carolina)  |
| Crystal Palace Baltimore  | 2006      | Blau, Rot, Weiß    | Ripken Stadium                       | Aberdeen (Maryland)         |
| Harrisburg City Islanders | 2004      | Blau Weiß          | Skyline Sports Complex               | Harrisburg (Pennsylvania)   |
| Pittsburgh Riverhounds    | 1999      | Rot, Weiß, Schwarz | Chartiers Valley High School Stadium | Pittsburgh                  |
| Real Maryland Monarchs    | 2008      | Golf, Weiß         | Ripken Stadium                       | Germantown (Maryland)       |
| Richmond Kickers          | 1993      | Rot, Weiß          | University of Richmond Stadium       | Richmond (Virginia)         |
| Western Mass Pioneers     | 1998      | Rot, Schwarz, Weiß | Lusitano Stadium                     | Ludlow (Massachusetts)      |
| Wilmington Hammerheads    | 1996      | Blau, Weiß, Rot    | Legion Stadium                       | Wilmington (North Carolina) |

## Liste der Vereine
| - Albuquerque Geckos (1997) - Arizona Sahuaros (1997–2002) - Atlanta Magic (1995, nur 2 Spiele ausgetragen) - Austin Lone Stars (1997–2000) - Bermuda Hogges (2007-heute) - Boston Storm (1995) - Boston Bulldogs (2001) - California Jaguars (1995, 1999) - California Gold (2002–2004) - Cape Cod Crusaders (1995, 1997–2000) - Carolina Dynamo (1995, 1999–2003, als Greensboro Dynamo 1995) - Cascade Surge (1995–96, als Oregon Surge 1995) - Central California Valley Hydra (1995–96) - Central Jersey Riptide (1996–98) - Charleston Battery (1995–96) - Charlotte Eagles (1995–2000, 2004-heute) - Chattanooga Express (1995–96) - Chicago Stingers (1995, 1997–98, wurden zu den Chicago Sockers in der PDL) - Chico Rooks (1995–2001) - Cincinnati Cheetahs (1995) - Cincinnati Kings (2005-heute) - Cleveland Caps (1997–98) - Cleveland City Stars (2007-heute) - Columbus Xoggz (1995) - Connecticut Wolves (1995, 2002) - Crystal Palace Baltimore (2007-heute) - Delaware Wizards (1995, 1997–2000) - Detroit Wheels (1995) - Eastern Shore Sharks (1995–99, als Baltimore Bays 1995–97) - El Paso Patriots (1995) - Everett BigFoot (1995–96, 1996 mit Puget Sound Hammers aus der PDL zu den Puget Sound BigFoot (PDL) fusioniert) - Florida Stars (1995) - Florida Strikers (1995, 1997, als Fort Lauderdale Strikers 1995) - Fresno Dragons (1999) - Greenville Lions (2001–02) - Hampton Roads Mariners (1995) - Harrisburg City Islanders (2004-heute) - Hawaii Tsunami (1995–97) - Houston Force (1995) - Houston Hurricanes (1996–2000) - Indiana Blast (1997–98) - Jersey Dragons (1995) - Las Vegas Quicksilver (1995) - Lexington Bluegrass Bandits (1995) - Long Island Rough Riders (1995, 2002-heute) - Los Angeles Salsa U-23s (1995) - Louisville Thoroughbreds (1995) - Miami Breakers (1998) - Milwaukee Rampage (1995) - Minnesota Thunder (1995) - Mobile Revelers (1995–97) - Monterey Bay Jaguars (1995, wurden zu den California Jaguars in der USL First Division) - Myrtle Beach Boyz (1995) - Myrtle Beach Seadawgs (1997–99) | - New Hampshire Ramblers (1995) - New Hampshire Phantoms (1996-heute) - New Jersey Stallions (1997–2003) - New Mexico Chiles (1995) - New Orleans Riverboat Gamblers (1995) - New York Capital District Alleycats (1995–98, als Albany Alleycats zwischen 1995 und 1996, wurden zu den New York Capital District Shockers in der PDL) - New York Fever (1995, fusionierten mit den New York Centaurs in der USL First Division) - New York Freedom (2002–03) - North Jersey Imperials (1996–97, 1999) - Northern Nevada Aces (2001–02) - Northern Virginia Royals (1998–2005) - Orlando Nighthawks (1997–98, als Daytona Tigers 1997) - Philadelphia Freedom (1995–97, als Pennsylvania Freedom 1995) - Pensacola Barracudas (1998) - Portland Firebirds (1995, wurden zu den Willamette Firebirds in der PDL) - Raleigh Flyers (1995) - Reading Rage (1996–2003) - Reno Rattlers (1995, 1997–98) - Rhode Island Stingrays (1995–2001) - Richmond Kickers (2006-heute) - Riverhounds FC (2004–2006, als Pittsburgh Riverhounds 2004) - Riverside County Elite (2000) - Roanoke Wrath (1998–2000) - Rockford Raptors (1995–98) - Sacramento Scorpions (1997) - St. Louis Knights (1995) - San Antonio Pumas (1995–98) - San Diego Top Guns (1995) - San Diego Gauchos (2002–04) - San Fernando Valley Golden Eagles (1995–98) - San Francisco Bay Diablos (1995) - San Francisco Bay Seals (1997) - Shreveport/Bossier Lions (1998) - South Carolina Shamrocks (1997–99) - South Jersey Barons (1997–02) - Southwest Florida Manatees (1998) - Stanislaus County Cruisers (1997–2001) - Tallahassee Tempest (1998) - Tampa Bay Cyclones (1995) - Texas Lightning (Fußball)\|Texas Lightning (1995) - Texas Rattlers (1995–2000, als Dallas/Ft. Worth Toros zwischen 1995 und 1996, als Dallas Toros 1997, als Texas Toros 1998–99) - Tucson Fireballs (1997–2001, als Los Angeles Fireballs 1997–99) - Tulsa Roughnecks (1995–99) - Utah Blitzz (2000–04) - Vermont Voltage (1997–98, als Vermont Wanderers 1997) - Washington Mustangs (1996) - Westchester Flames (2002–04) - Western Mass Pioneers (1998-heute) - Wilmington Hammerheads (1996-heute) - Worcester Wildfire (1996) - Yakima Reds (1995–96) |

## Meister
| Saison | Meister                   | Finalist               | Ergebnis        |
| ------ | ------------------------- | ---------------------- | --------------- |
| 1995   | Long Island Rough Riders  | Minnesota Thunder      | 3:2 n. E.       |
| 1996   | Charleston Battery        | Charlotte Eagles       | 2:1             |
| 1997   | Albuquerque Geckos        | Charlotte Eagles       | 4:1             |
| 1998   | Chicago Stingers          | New Hampshire Phantoms | 3:2 n. V.       |
| 1999   | Western Mass Pioneers     | South Jersey Barons    | 2:1             |
| 2000   | Charlotte Eagles          | New Jersey Stallions   | 5:0             |
| 2001   | Utah Blitzz               | Greenville Lions       | 1:0             |
| 2002   | Long Island Rough Riders  | Wilmington Hammerheads | 2:1             |
| 2003   | Wilmington Hammerheads    | Westchester Flames     | 2:1 n. V.       |
| 2004   | Utah Blitzz               | Charlotte Eagles       | 5:4 n. E. (2:2) |
| 2005   | Charlotte Eagles          | Western Mass Pioneers  | 5:4 n. E. (2:2) |
| 2006   | Richmond Kickers          | Charlotte Eagles       | 2:1             |
| 2007   | Harrisburg City Islanders | Richmond Kickers       | 8:7 n. E. (1-1) |
| 2008   | Cleveland City Stars      | Charlotte Eagles       | 2:1             |
| 2009   | Richmond Kickers          | Charlotte Eagles       | 3:1             |
| 2010   | Charleston Battery        | Richmond Kickers       | 2:1             |

### Meisterschaft nach Mannschaften
- 2: Charleston Battery (1996, 2010); Charlotte Eagles (2000, 2005); Long Island Rough Riders (1995, 2002); Utah Blitzz (2001, 2004)
- 1: Albuquerque Geckos (1997); Chicago Stingers (1998); Harrisburg City Islanders (2007); Richmond Kickers (2006); Western Mass Pioneers (1999); Wilmington Hammerheads (2003); Cleveland City Stars (2008)